# Хрватска ријеч
Хрватска ријеч је информативно-политички часопис на хрватском језику који од 1945. године излази у Суботици. Оснивач листа је Скупштина Аутономне Покрајине Војводине. Од оснивања до 1956. године ријеч је излазила као дневни лист, а потом од 2003. излази као недељник.

## Основни подаци
У библиографском регистру Србије уведен је под бројем 641.5/СР 2006-1354 као информативно-политички недељник, основан 31. јануара 2003. године. В.д. главног и одговорног уредника у обновљеном издању био је Звонимир Перушић, а издавач је Новинско-издавачка установа "Хрватска ријеч". Први број обновљеног листа штампао је новосадски Дневник (штампарија "Дневник холдинг").
У Виртуелној библиотеци Србије (COBISS) стоји под бројем 109442828.
Лист је уписан у Регистар јавних гласила Агенције за привредне регистре Републике Србије под регистарским бројем: NV000315. Седиште уредништва је у Суботици.

## Историја
Први број је изашао 31. маја 1945. године, као латинично издање Слободне Војводине, гласила Јединствене народноослободилачке фронте Војводине. Уредништво листа било је у згради суботичке штампарије Минерва, где је и излазио.
Главни организатор издавања је био писац Блашко Војнић Хајдук, а од познатијих сарадника Слободне Војводине из тог времена били су Владислав Копуновић, Стеван Колар, Јосип Кујунџић, Љубомир Милин, Милета Огњанов, Ђуро Кемењ, Антун Војнић Пурчар, Јосо Шокчић, а касније и Балинт Вујков.
Једно време лист је био издаван у Новом Саду, а тада су на Хрватској ријечи сарађивали и Јосип Кујунџић и Јозо (Јосо-Јосип) Шокчић.
"Слободна Војводина" је излазила сваког дана осим четвртка, све док улогу уредника није преузео Драгутин Франковић. Последњи број „Слободне Војводине“ објављен је у Суботици 25. августа 1945, када дневне новине мењају назив на „Хрватска ријеч“. Уредник је био Драгутин Франковић, иако му име није било навођено у импресуму. Од 6. децембра 1946. „Хрватска ријеч“ излази као недељник.
Од 3. августа 1956. долази до промене, када одлуком срезког одбора ССРНВ лист мења име у Суботичке новине. Лист је под првобитним именом Хрватска ријеч изашао до броја 29/1956.
Главни и одговорни уредници били су од броја 19/204/1945 Драгутин Франковић, од броја 87/1946 Анте (Антун) Војнић-Пурчар, од броја 5/1949 Владислав Копуновић a од броја 44/1950 Јосо (Јосип) Кујунџић.

### Обнова рада
Као "Хрватска ријеч" новине обнављају рад од 31. јануара 2003. године, на иницијативу ХНВ-а (хрв. Hrvatsko nacionalno vijeće republike Srbije) да хрватска мањина у Војводини поново има своје гласило, које ће извештавати о темама релевантним за ову народност. У заглављу импресума се Национални савет наводи као оснивач листа. На дужност главног уредника постављен је Звонимир Перушић. Од броја 208 одговорна уредница је Јасминка Дулић.
У марту 2009. године почело је деловати и телевизијско уредништво "Хрватске ријечи". За главног уредника изабран је Јосип Стантић, дугогодишњи телевизијски и радио новинар. Почетни план је био емитовање програма на YuEco телевизији и на ТВ Сремска Митровица, а радили су се прилози и за РТВ Војводине.
Обновљени лист је од 1. броја (2003) до броја 154 (2006) користио стари, послератни лого, који је касније, од броја 155 обновљен – модерни лого издања, заправо трећи дизајн, је у употреби од 2017. године.
Стално ангажовани новинари листа су Давор Башић Палковић (уредник рубрике култура), Јелена Дулић Бако, Ивана Петреканић Сич, Жељка Вуков (уредница дечјег додатка "Хрцко"), Злата Васиљевић (новинарка дописништва Сомбор), Сузана Дарабашић (новинарка дописништва Срем) и Нада Сударевић (фоторепортер).

## Познати сарадници
Списак особа које су стално или повремено сарађивале са новинама:
- Невен Ушумовић
- монс. Андрија Копиловић
- Стеван Раичковић, песник, своје прве радове је објавио у овом листу[8] на Божић, 25. децембра 1945.